# 伴田良輔
伴田 良輔（はんだ りょうすけ、1954年11月17日）は、日本の作家、版画家、翻訳家。映画監督としても作品がある。
執筆ジャンルは美術、写真、自然科学、パズル、動物など多岐にわたる。趣味はペタンクと木陰での昼寝。メキシカン・ハンモックの愛好家でもある。美術家としての名義は小原 有月（うげつ）。

## 経歴
京都府福知山市出身。福知山高校を卒業、上智大学外国語学部英語学科中退。在学中に銀座のタウン誌の編集にかかわり、それをきっかけに著述活動に入る。
海外を放浪。帰国後の1985年、雑誌「GS」（浅田彰, 伊藤俊治, 四方田犬彦らの共同編集）の特集に寄稿した原稿をもとに初の単行本『独身者の科学』（冬樹社）を戸田ツトムの装丁で上梓、性のビジュアルとアフォリズムの組み合わせによる斬新な語り口で反響を呼ぶ。その後ジャンルを越境する視点で写真や美術評論を雑誌「IS」「武蔵野美術」などの硬派文化誌に執筆する一方、「週刊文春」「週刊ポスト」などの一般誌でも幅広くコラムを書く。
書籍は編集者と装丁デザイナーとの共同制作という考え方を持ち、装丁家鈴木成一、祖父江慎などと多くの作品を刊行している。
図版を多数収録した性愛冒険家の風変わりな伝記小説『女の都』（作品社）や、性文化を論じた『20世紀の性表現』（別冊宝島）などエロティシズムをテーマとする一方、『猫語練習帳』（朝日出版社）や『ピカビアーノさんの玉尻猫』（文藝春秋）などの著作に見られるように、軽妙でユーモラスな作品も得意とする。
海外の美術、写真集などの紹介や翻訳にも力を注いでいる。
版画家として小原有月名義で1987年から活動、特定の版画家への師事や団体への所属はしていない。1990年に銅版や木版ではなく「紙」に直接鉄筆で凹凸をつけ、そこにインクを指先で埋め込んでいく独自の技法を発見、“UMPREINTES”と呼ばれる同技法により現在に至るまで多くの個展を開催している。2014年以降は大型の屏風、襖絵などのドローイング作品を制作、発表している。
映画監督としては2011年に短編「アリスマトニカ」を発表。2022年に監督した中編映画「森へ island」はサレルノ映画祭（イタリア）への正式招待をはじめ、各国で多くのアート系映画賞を受賞した。2023年に長編「PASSACAGLIA」を監督、Berlin Iinternational Art Film Festival（ドイツ）で最優秀作品賞を受賞。

## 著書
- 『独身者の科学 愛の傾向と対策』（冬樹社） 1988、のち河出文庫
- 『愛の千里眼』（河出文庫） 1991
- 『眼の楽園』（河出書房新社） 1991
- 『愛の贈り物』（青土社） 1992
- 『女の都 ウィルヘルム・リヒャルト博士の性的冒険』（作品社） 1992、のち河出文庫
- 『愛の科学 独身者のための27章』（講談社） 1993
- 『奇妙な本棚』（芸文社） 1993、のちちくま文庫
- 『世紀末百貨店』（宝島社） 1993
- 『絶景の幾何学』（ポーラ文化研究所） 1994
- 『ズルいhotel』（ベストセラーズ） 1995
- 『Chibusa 45人の美しい乳房』（河出書房新社） 1996
- 『erotissimo 濱田のり子写真集』（新潮社） 1996
- 『美女コレクション 妄想していいですか』（光文社文庫） 1997
- 『独身者の贈り物』（河出文庫） 1997
- 『湖畔の宿 H・R氏の煩悩コラム』（自由国民社） 1998
- 『誘惑術 性のデザイン』（河出書房新社） 1998
- 『欲望百科 7色のコンドームから美容整形まで』（光文社文庫） 1998
- 『Erovogue』（新潮社） 1998
- 『オブジェダムール 高部知子写真集』（モッツ・コーポレーション） 1999
- 『ピカビアーノさんの玉尻猫』（文藝春秋） 2000
- 『妄想秘宝館 新・独身者の科学』（祥伝社） 2001
- 『彼女のいた町』（廣済堂出版） 2001
- 『猫語練習帳』（朝日出版社） 2002
- 『鏡の国のおっぱい 美しい日本の乳房』（二見書房） 2003
- 『猫のいる宿』（日本出版社） 2003
- 『犬の学校』（ブルースインターアクションズ） 2004
- 『猫の学校』（ブルースインターアクションズ） 2004
- 『夜の雑誌たち』（二見書房） 2004
- 『右脳直撃! パズルタングラム』（東邦出版） 2004
- 『猫がもてなす宿』（日本出版社） 2006
- 『方舟に乗った猫』（パロル舎） 2007年
- 『独身者の科学 愛の傾向と対策』愛蔵版（データハウス） 2008
- 『巨匠の傑作パズルベスト100』（文春新書） 2008
  - 『GENIUS PUZZLE GAME（巨匠の傑作パズルベスト100 韓国語版）』（Gbrain） 2017
- 『100年楽しめる古典名作パズル 天才作家たちの難問・奇問に挑戦!!』（日本文芸社） 2008
- 『BREASTS 乳房抄 / 写真篇』（朝日出版社） 2009
- 『ようこそ女将猫』（日本出版社） 2009
- 『DREAMING BREAST 夢見る乳房』（東邦出版） 2011
- 『まんま manma』（詩・谷川俊太郎、徳間書店） 2011
- 『気まぐれ猫散歩』（辰巳出版） 2012
- 『HIPS 球体抄』 (スペースシャワーネットワーク、P-Vine Books)  2012
- 『謎解き父さん / 世界の見方を変える12問』（朝日出版社） 2014
- 『アリスのお茶会パズル』（青土社） 2015
- 『7 七菜乃写真集』（徳間書店） 2015
- 『にゃんハウス』（左右社） 2016
- 『ネコ温泉』（辰巳出版） 2017
- 『CURVES 柔らかな景色』（晧星社） 2019

### 編著
- 『Paparazzi』（作品社） 1990
- 『Lovers only』（作品社） 1990
- 『summer pin-ups』（作品社） 1990
- 『Kids!』（作品社） 1990
- 『Underwears』（作品社） 1990
- 『ジャンヌ / 荒木経惟写真集』（新潮社） 1991
- 『Nippon 明治の日本を旅する立体写真集』（小学館） 1994
- 『図説 20世紀の性表現 SEX&LOVEイメージの100年史』（宝島社、別冊宝島） 1995
- 『100万人のよる伝説』（自由国民社） 1996
- 『100万人のよる伝説2 この道抜けられません号』（自由国民社） 1996
- 『100万人のよる伝説3 狂い咲きモンモン号』（自由国民社） 1997
- 『エヴァ ヨーロッパ・クラシックヌード』（講談社） 1998
- 『恋する写真 マルベル堂プロマイド ポーズ別キューティショットセレクション』（マガジンハウス） 2002
- 『キャンディーズ プロマイドから微笑みがえし』（徳間書店、マルベル堂90周年記念企画）　2011

### 共著
- 『ピンナップ・エイジ』（伊藤俊治共著、リブロポート） 1989
- 日本エッセイストクラブ編1994年ベストエッセイ集『母の写真』 1994
- 『オン・セックス 鹿島茂対話集』（飛鳥新社） 2001、のち文春文庫
- 『キャットハウス』（伴田良輔+森田米雄、学習研究社） 2003 
  - 『kittens of boxville』（ryosuke handa, yoneo morita、chronicle、米国） 2009
- 『キャットハウス ポストカードブック』（伴田良輔作、森田米雄写真、学習研究社） 2003
  - 『kittens of boxville - postcardbook』（ryosuke handa, yoneo morita、chronicle、米国） 2009
- 『メッセージ・フロム・チェコアート 「チャペックは静かに呼びかける」』（アーティストハウス） 2006
- 「消印の迷路をさまよい、架空の切手の王国に棲まう」（加藤郁美編、国書刊行会、『切手帖とピンセット』に収録） 2010
- 『私の好きなもの 暮らしのヒント101』（新潮社、とんぼの本） 2013
- 『武井武雄の本 童画とグラフィックの王様』（イルフ童画館監修、平凡社、別冊太陽） 2014
- 「気違い茶会のための3つのパズル」（青土社、高山宏責任編集、ユリイカ臨時増刊『150年目の不思議の国のアリス』に収録） 2015
- 「アリクについて」（カレル・チャペック、翻訳、ちくま文庫、高原英理編、『ファインキュート 素敵かわいい作品選』に収録） 2015
- 『新日本遺産』（選者、平凡社、別冊太陽45周年記念） 2018
- 『懐かしいお菓子 武井武雄の「日本郷土菓子図譜」を味わう』（新潮社、とんぼの本） 2020

### 解説
- 『まんだら屋の良太』(7)（畑中純、徳間コミック文庫） 1996
- 『こちら葛飾区亀有公園前派出所』(16)（秋本治、集英社文庫コミック版） 1997
- 『名画感応術』（横尾忠則、光文社文庫） 1997

## 翻訳
- 『パズルグラム 超頭脳デザイン集団ペンタグラムによる178のカラフル・パズル・コレクション ペンタグラム編』（朝日出版社） 1990
- 『ダーシェンカ』（カレル・チャペック、 新潮社） 1995
  - 『ダーシェンカ 愛蔵版』（カレル・チャペック、 青土社） 2015
- 『悪趣味百科』（ジェーン＆マイケル・スターン、 新潮社） 1996
- 『脚線美伝説』（ドン・モーガン＆マディソン・レーシー、 KKベストセラーズ） 1996
- 『ダーシェンカ 小犬の生活』（カレル・チャペック、 新潮社） 1997
- 『フォーニコン』（トミー・ウンゲラー、水声社） 1999
- 『世にも奇妙な職業案内』（ナンシー・リカ・シフ、ブルースインターアクションズ） 2004
- 『世にも奇妙な遺言集』（ライアン・マッケイ＆クリス・メイナード、ブルースインターアクションズ）　2005
- 『肉体美大全』（ジュリアン・ロビンソン、東洋書林） 2005
- 『世にも奇妙な職業案内 増感号』（ナンシー・リカ・シフ、ブルースインターアクションズ） 2006

## 映画
- 「アリスマトニカ」 (監督） 2012
- 「森へ island」（監督） 2022
- 「Empty Chair」（監督）2023
- 「PASSACAGLIA」（監督）2023